# 状芸香素
状芸香素（英語：Chalepensin）是一种呋喃香豆素类化合物。该化合物最初于1967年从叙利亚芸香（Ruta chalepensis）中分离出来，并由此得名。在芸香属的其他植物中也发现了这种物质，包括芸香和山芸香。

## 化学性质
状芸香素形成无色针状结晶，熔点为82-83 °C。

## 研究
状芸香素已被证明对雌性大鼠具有抗生育作用。这可能是状芸香素对卵巢产生毒性作用的结果。这种抗生育效应可能为南美传统上使用叙利亚芸香和现代使用芸香油（芸香属植物提取的油）作为堕胎药的做法提供了一些科学依据。
状芸香素还被证明对变异链球菌和耐甲氧西林金黄色葡萄球菌具有抗菌活性。

## 相关化合物
已知几种与状芸香素具有相同核心化学结构的化合物，包括叙利亚芸香素、芸香内酯、5-甲氧基状芸香素和5,8-二甲氧基状芸香素。

叙利亚芸香素
芸香内酯
5-甲氧基状芸香素
5,8-二甲氧基状芸香素